# Polyrhachis pallescens
Polyrhachis pallescens é uma espécie de formiga do gênero Polyrhachis, pertencente à subfamília Formicinae.